# ليسبون (نيويورك)
ليسبون (بالإنجليزية: Lisbon, New York)‏ هي بلدة أمريكية تقع في الولايات المتحدة في مقاطعة سانت لورنس، نيويورك. يقدر عدد سكانها بـ 4,102 نسمة ومساحتها 294.4 كم2 وترتفع عن سطح البحر 105 متر.

## أعلام
- جيمس أونيل